# Billy Paultz
William Edward « Billy » Paultz, né le 30 juillet 1948 à River Edge, dans le New Jersey, est un ancien joueur américain de basket-ball. Il évolue au poste de pivot.

## Palmarès
- Champion ABA 1976
- 3 fois All-Star ABA (1973, 1975, 1976)
- Meilleur contreur ABA 1976